# Leiolopisma fasciolare
Leiolopisma fasciolare là một loài thằn lằn trong họ Scincidae. Loài này được Girard mô tả khoa học đầu tiên năm 1858.